# چنگر نوک‌سرخ کوچک
چنگر نوک‌سرخ کوچک (نام علمی: Paragallinula angulata)، یک گونه از پرندگان خانواده یلوگان است. گاهی در سردهٔ چنگر نوک‌سرخ جای می‌گیرد. این گونۀ تنها عضو سردهٔ Paragallinula است.
این گونه به‌طور گسترده در سراسر جنوب صحرای آفریقا (به استثنای آفریقای جنوبی و ماداگاسکار) پراکنده شده‌است.